# Adam Henrique
Adam Henrique (Brantford, Ontario, 6 de febrero de 1990), apodado Rico, es un jugador profesional canadiense de hockey sobre hielo que se desempeña en la posición de centro en Edmonton Oilers, equipo de la National Hockey League (NHL).

## Carrera

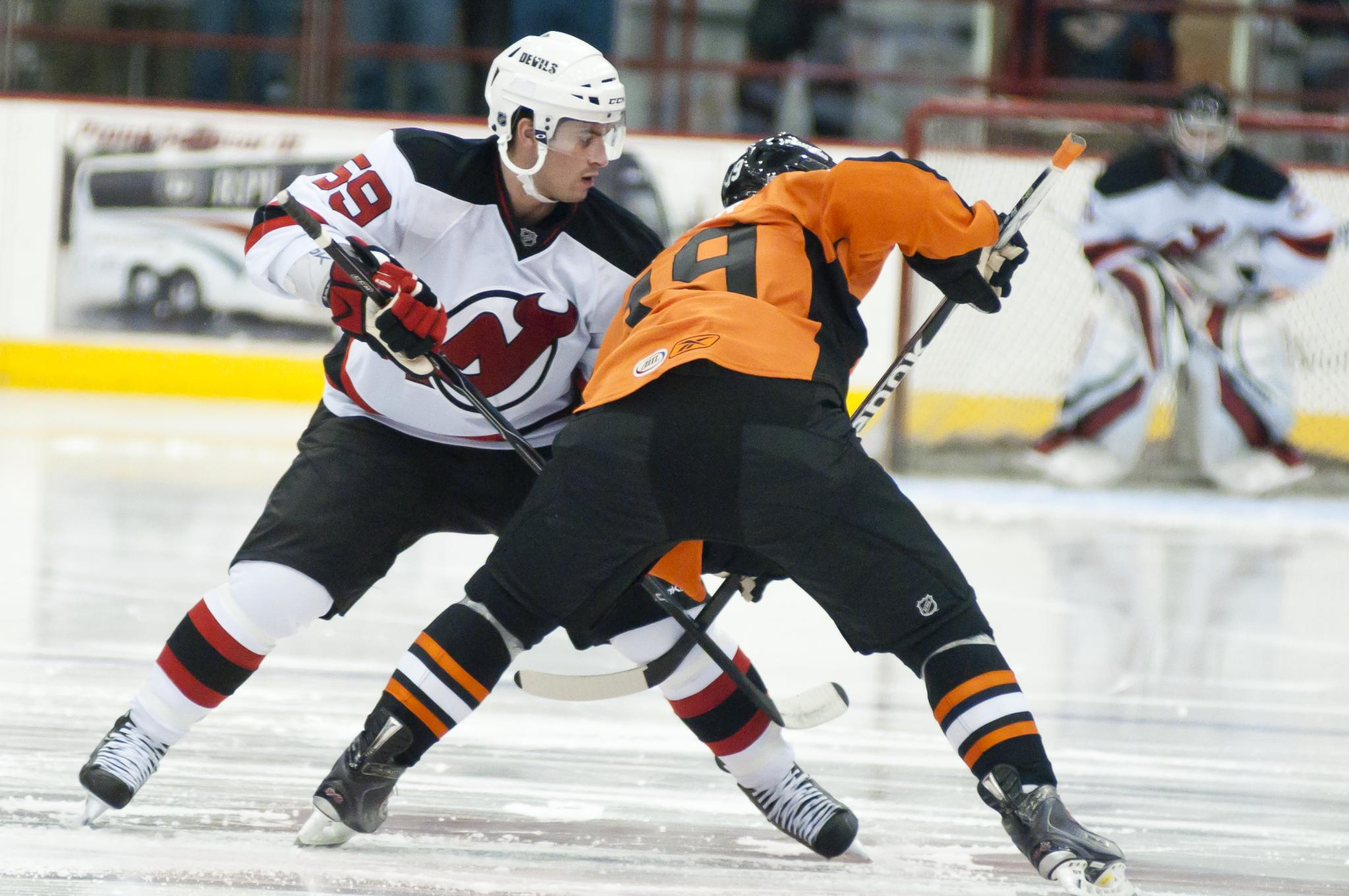
Adam Henrique durante el partido Albany Devils vs. Adirondack Phantoms durante la pretemporada. 2 de octubre de 2010.

Fue seleccionado en la tercera ronda en la NHL Entry Draft de 2008. En 2010 hizo su debut profesional con el equipo New Jersey Devils, en el cual jugó ocho temporadas (2010-2017), después pasó a Anaheim Ducks (2017-2023), luego a Edmonton Oilers, donde lleva jugando una temporada.